# Rhinophis lineatus
Espèce
Rhinophis lineatus est une espèce de serpents de la famille des Uropeltidae. 

## Répartition
Cette espèce est endémique du Sri Lanka.

## Étymologie
Le nom spécifique lineatus vient du latin lineatus, rayé, en référence à l'aspect de ce serpent.

## Publication originale
- Gower & Maduwage, 2011 : Two new species of Rhinophis Hemprich (Serpentes: Uropeltidae) from Sri Lanka. Zootaxa, n. 2881, p. 51–68 (texte intégral).